# 張廷槐 (嘉靖進士)
張廷槐（1509年—？），字子徵，號三斋，萬全都司興和守禦千戶所官籍，順天府薊州（今天津市薊州區）人，明朝政治人物。

## 生平
嘉靖十年（1531年）辛卯科順天鄉試第三十八名舉人，嘉靖二十三年（1544年）甲辰科進士。初授行人司行人，選授兵科給事中。以事贬婺源县丞，歷東昌府通判，曾官山西、山東布政使司參議。

## 家族
曾祖張信，正千戶；祖父張鑑，贈文林郎監察御史；父張濂，曾任山西按察司僉事。前母葉氏（贈孺人）；母茹氏（封孺人）。严侍下。從兄張瑾（正千户）。